# 阿皮利
阿皮利（法語：Appilly）是法国瓦兹省的一个市镇，属于贡比涅区（Compiègne）努瓦翁县（Noyon）。该市镇总面积4.57平方公里，2009年时的人口为492人。

## 人口
阿皮利人口变化图示